# 內地與香港關於相互承認高等教育學位證書的備忘錄
《內地與香港關於相互承認高等教育學位證書的備忘錄》是香港和中華人民共和國中央政府於2004年簽訂的文件，訂明在香港高等院校獲得學士或以上程度的學位者，可以到中國內地攻讀碩士或博士學位課程，反之亦然。

## 雙方代表
- 香港特別行政區政府教育統籌局局長：李國章
- 中華人民共和國教育部部長：周濟